# Сока
Со́ка (яп. 草加市 Со:ка-си) — Особый город в Японии, находящийся в префектуре Сайтама. Площадь города составляет 27,42 км², население — 246 004 человека (1 августа 2014), плотность населения — 8971,70 чел./км².

## Географическое положение
Город расположен на острове Хонсю в префектуре Сайтама региона Канто. С ним граничат города Кавагути, Косигая, Мисато, Ясио, Йосикава.

## Население
Население города составляет 246 004 человека (1 августа 2014), а плотность — 8971,70 чел./км². Изменение численности населения с 1980 по 2005 годы:
| 1980 | 186 618 чел. |  |
| 1985 | 194 205 чел. |  |
| 1990 | 206 132 чел. |  |
| 1995 | 217 930 чел. |  |
| 2000 | 225 018 чел. |  |
| 2005 | 236 316 чел. |  |

## Символика
Деревом города считается сосна, цветком — хризантема.

## Города-побратимы
- Карсон, США (1979)
- Сёва, Япония (1985)
- Аньян, Китай (1998)